# SC Corinthians Alagoano
Sport Club Corinthians Alagoano – brazylijski klub piłkarski z siedzibą w mieście Maceió leżącym w stanie Alagoas.

## Osiągnięcia
- Mistrz stanu Alagoas (Campeonato Alagoano): 2004
- Mistrz drugiej ligi stanu Alagoas: 1994, 1997

## Historia
Klub założonyt został 4 kwietnia 1991 roku. W roku 1995 Corinthians Alagoano przystąpił do rozgrywek drugiej ligi stanu Alagoas, którą wygrał nie ponosząc żadnej porażki. Klub uzyskał awans do pierwszej ligi, jednak kierownictwo klubu postanowiło, by w 1996 roku nie przystępować do rozgrywek ligi stanowej, przez co Corinthians Alagoano w 1997 znów zagrał w drugiej lidze.
W roku 2000 klub pierwszy raz wziął udział w ogólnonarodowych rozgrywkach - w tzw. zielonym module Copa João Havelange (który był odpowiednikiem trzeciej ligi brazylijskiej). W pierwszym etapie klub zajął pierwsze miejsce w swojej grupie i awansował do drugiego etapu, gdzie został jednak wyeliminowany.
W roku 2001 Corinthians Alagoano wziął udział w rozgrywkach trzeciej ligi brazylijskiej (Campeonato Brasileiro Série C). W grupie klub zajął pierwsze miejsce, jednak wyeliminowany został już w następnym etapie turnieju.
W 2002 roku Corinthians po słabym występie odpadł już w pierwszej rundzie rozgrywek trzeciej ligi brazylijskiej.
W roku 2003 klub znów grał w trzeciej lidze brazylijskiej, gdzie trafił do jednej grupy z klubami ze stanu Paraiba - Botafogo (PB) i Sousa. Corinthians Alagoano przegrał wszystkie cztery mecze. Klub wziął także udział w Copa do Brasil, gdzie już w pierwszej rundzie wyeliminowany został przez klub Esporte Clube Flamengo z miasta Piauí.
W 2004 roku Corinthians Alagoano, po wygranym finale z klubem Coruripe, pierwszy raz w swej historii został mistrzem stanu Alagoas. Kolejny start w trzeciej lidze brazylijskiej znów był nieudany - klub ponownie był ostatni w grupie i odpadł w pierwszej rundzie.

### Znani piłkarze w historii klubu
- Deco (obecnie Chelsea F.C., Anglia)
- Calisto (obecnie Rubin Kazań, Rosja)
- Lucio Wagner (obecnie Lewski Sofia, Bułgaria)
- Marcelinho (obecnie VfL Wolfsburg, Niemcy)
- Márcio Araújo (obecnie Atlético Mineiro, Brazylia)
- Narciso (obecnie Santos FC, Brazylia)
- Pepe (obecnie Real Madryt, Hiszpania)
- Reinaldo Mineiro (obecnie Queensland Roar, Australia)
- Wênio (obecnie CS Marítimo, Portugalia)
- Whelliton (obecnie Cordoba, Hiszpania, poprzednio CR Flamengo, Brazylia)